# Coppa dei Campioni 1987-1988 (pallavolo maschile)
La Coppa dei Campioni di pallavolo maschile 1987-1988, organizzata dalla Confédération Européenne de Volleyball (CEV), è stata la 29ª edizione del massimo torneo pallavolistico europeo.

## Fase finale
La fase finale del torneo ha visto la partecipazione di quattro squadre, che si sono affrontate, a differenza delle edizioni precedenti, in sfide ad eliminazione diretta. Le semifinali si sono svolte il 25 marzo, mentre la finale il 27 marzo 1988. Tutti gli incontri si sono disputati al Palais des Sports di Lorient.
La vittoria finale è andata per l'undicesima volta al CSKA Mosca, seguito dagli italiani della Pallavolo Modena e dagli olandesi del Martinus Amstelveen. Si tratta dello stesso podio dell'edizione precedente.

### Griglia
|  | Semifinali          | Semifinali          | Semifinali |            |                  | Finale           | Finale | Finale |  |
|  |                     |                     |            |            |                  |                  |        |        |  |
|  | Pallavolo Modena    | Pallavolo Modena    | 3          |            |                  |                  |        |        |  |
|  | Pallavolo Modena    | Pallavolo Modena    | 3          |            |                  |                  |        |        |  |
|  | Martinus Amstelveen | Martinus Amstelveen | 0          |            |                  |                  |        |        |  |
|  | Martinus Amstelveen | Martinus Amstelveen | 0          |            | Pallavolo Modena | Pallavolo Modena | 0      |        |  |
|  |                     |                     |            |            | Pallavolo Modena | Pallavolo Modena | 0      |        |  |
|  |                     |                     | CSKA Mosca | CSKA Mosca | 3                |                  |        |        |  |
|  | CSKA Mosca          | CSKA Mosca          | CSKA Mosca | CSKA Mosca | 3                | 3                |        |        |  |
|  | CSKA Mosca          | CSKA Mosca          |            |            |                  |                  |        |        |  |
|  | CSKA Sofia          | CSKA Sofia          | 0          |            |                  |                  |        |        |  |

### Risultati
| Semifinali |                   |     |                   |
|            |                   |     |                   |
| 25-3       | Modena - Martinus | 3-0 | 15-5, 15-13, 15-3 |
| 25-3       | Mosca - Sofia     | 3-0 |                   |

| Finale |                |     |  |
|        |                |     |  |
| 27-3   | Modena - Mosca | 0-3 |  |